# Slonik sibiricus
Slonik sibiricus (лат.) — вымерший вид жесткокрылых насекомых из семейства Ithyceridae. Впервые описан советским палеонтологом В. В. Жерихиным в 1977 году.
Единственный вид в составе рода † Slonik, который в свою очередь входит в монотипическую трибу † Slonikini подсемейства † Slonikinae. Название рода — латинизированное русскоязычное слово «слоник» (уменьшительная форма слова «слон»). Термин «слоники» в русском языке может также применяться в отношении семейства долгоносиков (Curculionidae), к которым ранее и относили Slonik.

## Описание
Экземпляры насекомого были обнаружены только в пределах посёлка Байса (Зазинская формация, Республика Бурятия, Россия). Существовал в период нижнего мела (ок. 125—112 млн лет назад).
Средняя длина тела — 3,1 мм, длина надкрылья — 2 мм. Голова сферическая, сильно выпуклая в нижней части; лоб широкий, и по ширине больше диаметра глаза. Усики тонкие, длинные. Скутеллум крупный, трёхгранный. Надкрылья килевидные, полностью скрывающие пигидий. Тело и окончания усиков тёмные, сами усики и лапки светлые. В целом по многим чертам насекомое было более развитым по сравнению с ближайшими родственниками.